# Jeremias Geisler
Andreas Jeremias Thomas Geisler (* 9. August 1884 in Aamaruutissat; † 7. Oktober 1936 ebenda) war ein grönländischer Landesrat.

## Leben
Jeremias Geisler war der Sohn des Jägers Jacob Christopher Christian Rasmus Geisler (1852–?) und seiner Frau Caroline Wilhelmine Gjertrud Jørgensen (1854–?). Am 3. September 1911 heiratete er in Qeqertarsuaq Luise Ane Marie Kleist (1889–?), eine Schwester des Landesrats Isak Kleist (1894–?). Zu seinen Kindern gehört Anthon Geisler (1919–2021), der erste grönländische Mann, der 100 Jahre alt wurde.
Jeremias Geisler war von Beruf Jäger. Er wurde 1917 in den nordgrönländischen Landesrat gewählt, wo er bis zum Ende der Legislaturperiode 1922 blieb. Er starb 1936 im Alter von 52 Jahren an einer Grippe.